# Ijeri
Ijeri är en ort i Indien.   Den ligger i distriktet Gulbarga och delstaten Karnataka, i den södra delen av landet, 1 300 km söder om huvudstaden New Delhi. Ijeri ligger 492 meter över havet och antalet invånare är 5 923.
Terrängen runt Ijeri är platt. Runt Ijeri är det ganska tätbefolkat, med 149 invånare per kvadratkilometer. Närmaste större samhälle är Jevargi, 14,0 km nordost om Ijeri. Trakten runt Ijeri består till största delen av jordbruksmark.